# ウンター・デン・リンデン

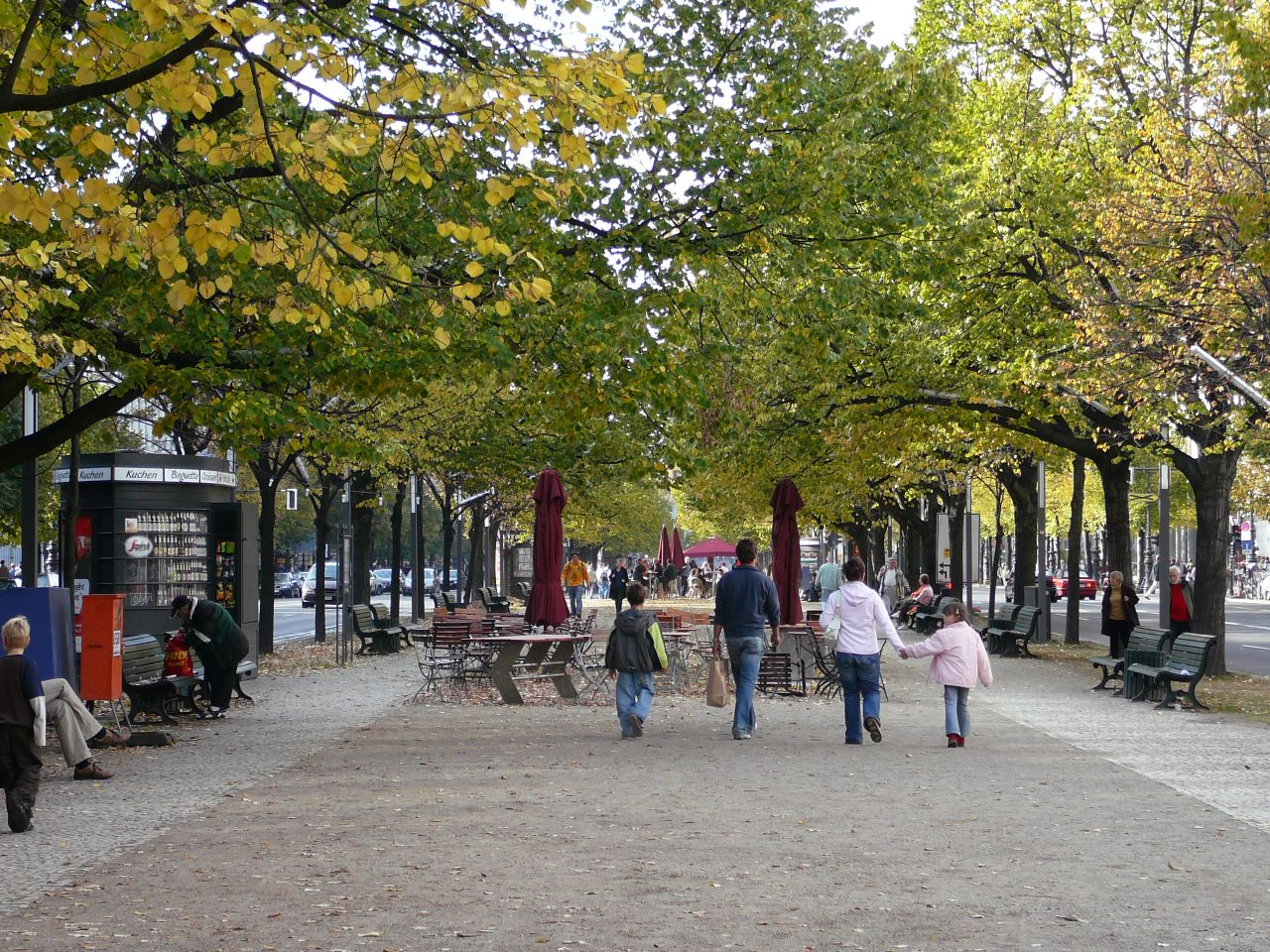
ウンター・デン・リンデンの並木道の秋景色

ウンター・デン・リンデン (Unter den Linden) はドイツ・ベルリンの大通りの一つである。ウンター・デン・リンデンとは「菩提樹の下」の意味で、その名の通り菩提樹の並木道を満喫することができる。通りの中央に散策路があり、ベンチも置かれている。ブランデンブルク門からプロイセン王宮までの短い通りであるが、沿道にはベルリンの興隆を示す多くの歴史的建造物が建ち並んでいる。中黒を付けずにウンターデンリンデンと表記することもある。

## 歴史的建築
ブランデンブルク門から東へ進むと、

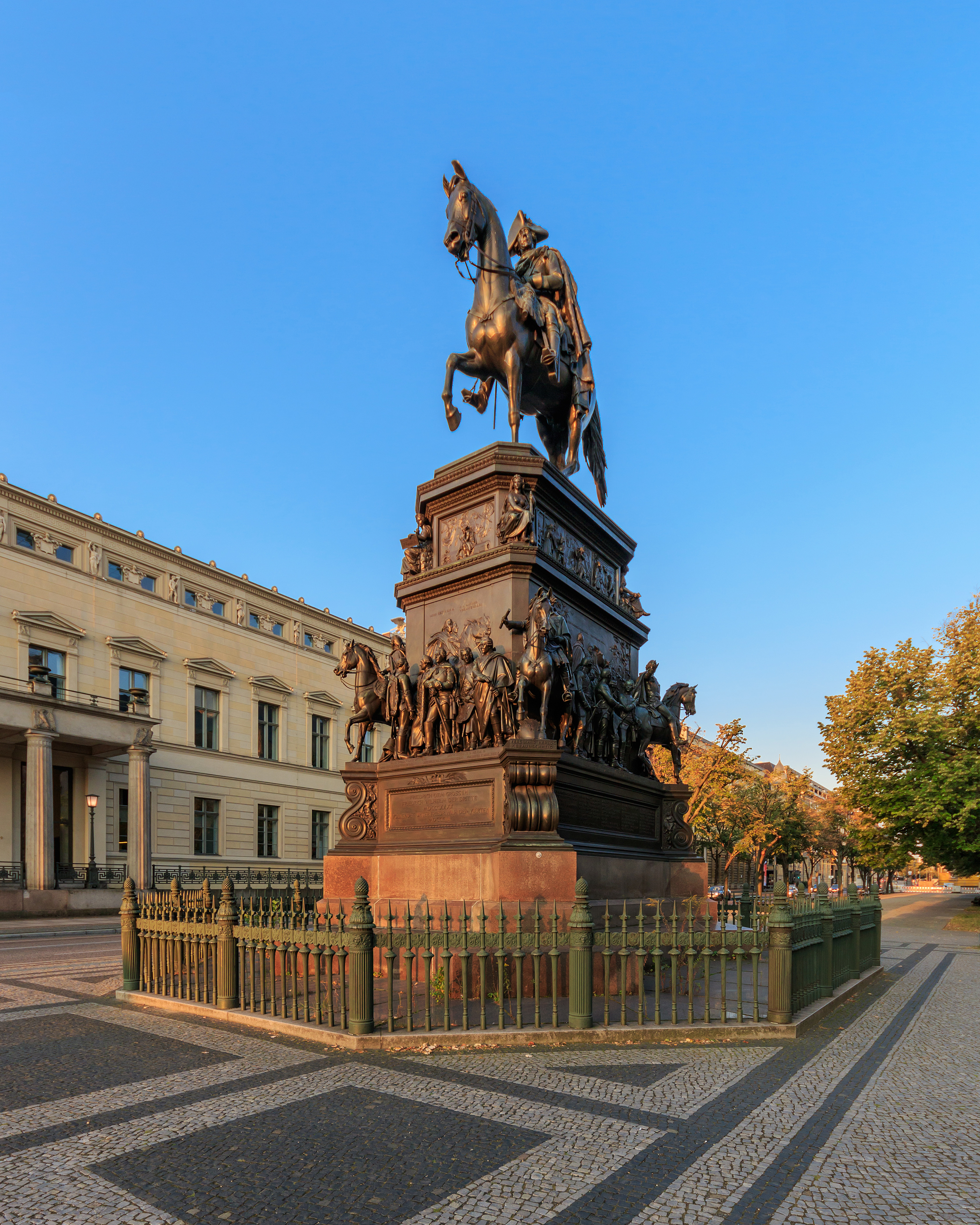
フリードリヒ大王騎馬像と菩提樹の並木

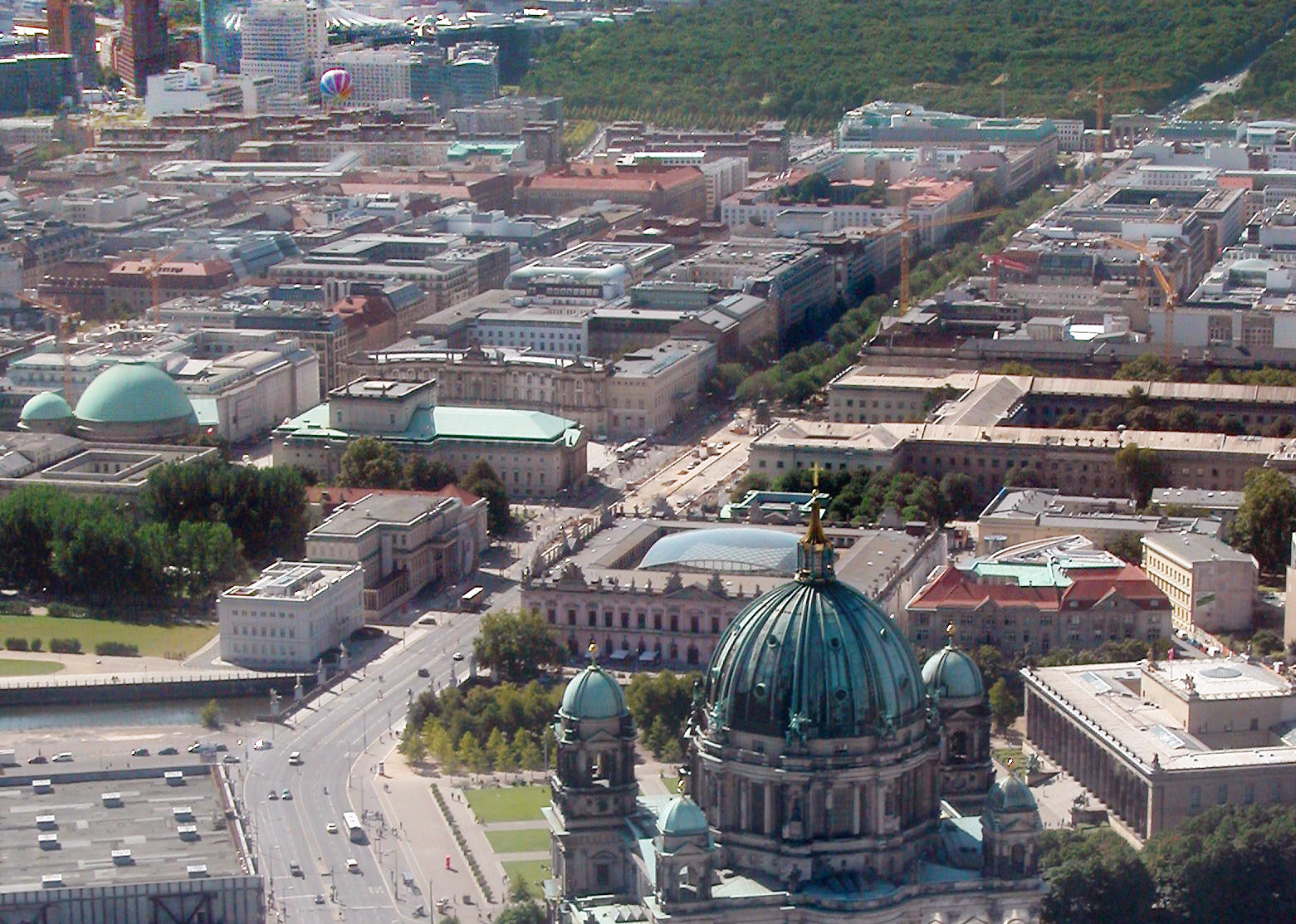
ベルリン大聖堂からブランデンブルク門までの鳥瞰図

- フランス大使館のあるパリ広場 (Pariser Platz)
- ホテル・アドロン (Hotel Adlon)
- ロシア大使館
- ベルリン国立図書館
- ベルリン国立歌劇場
- 第三帝国時代に焚書が行われたベーベル広場 (Bebelplatz)、旧称オペラ広場（Opernplatz）
- フンボルト大学ベルリン
- 聖ヘドヴィッヒ聖堂 (Sankt-Hedwigs-Kathedrale)
- 皇太子宮殿 (Kronprinzenpalais)
- 戦没者国立追悼施設として利用されるノイエ・ヴァッヘ
- ドイツ歴史博物館として公開されている旧武器庫ツォイクハウス (Deutsches Historisches Museum)
- 第二次大戦末期にヒトラー暗殺未遂事件の共謀者として処刑されたパウル・フォン・ハーゼ陸軍中将が執務したベルリン地区司令官舎 (Kommandantenhaus Berlin)
- シュプレー川に架かる王宮橋 (Schlossbrücke)
- ルストガルテン
- ムゼウムスインゼル（博物館島）
- ベルリン大聖堂

がある。
ベルリンの歴史を物語る偉人たちの彫像もこの街路を飾っている。フリードリヒ大王、博物学者アレクサンダー・フォン・フンボルト 、言語学者ヴィルヘルム・フンボルト 、参謀本部の創設者ゲルハルト・フォン・シャルンホルストほかプロイセンの将軍たちである。

## 街路の歴史

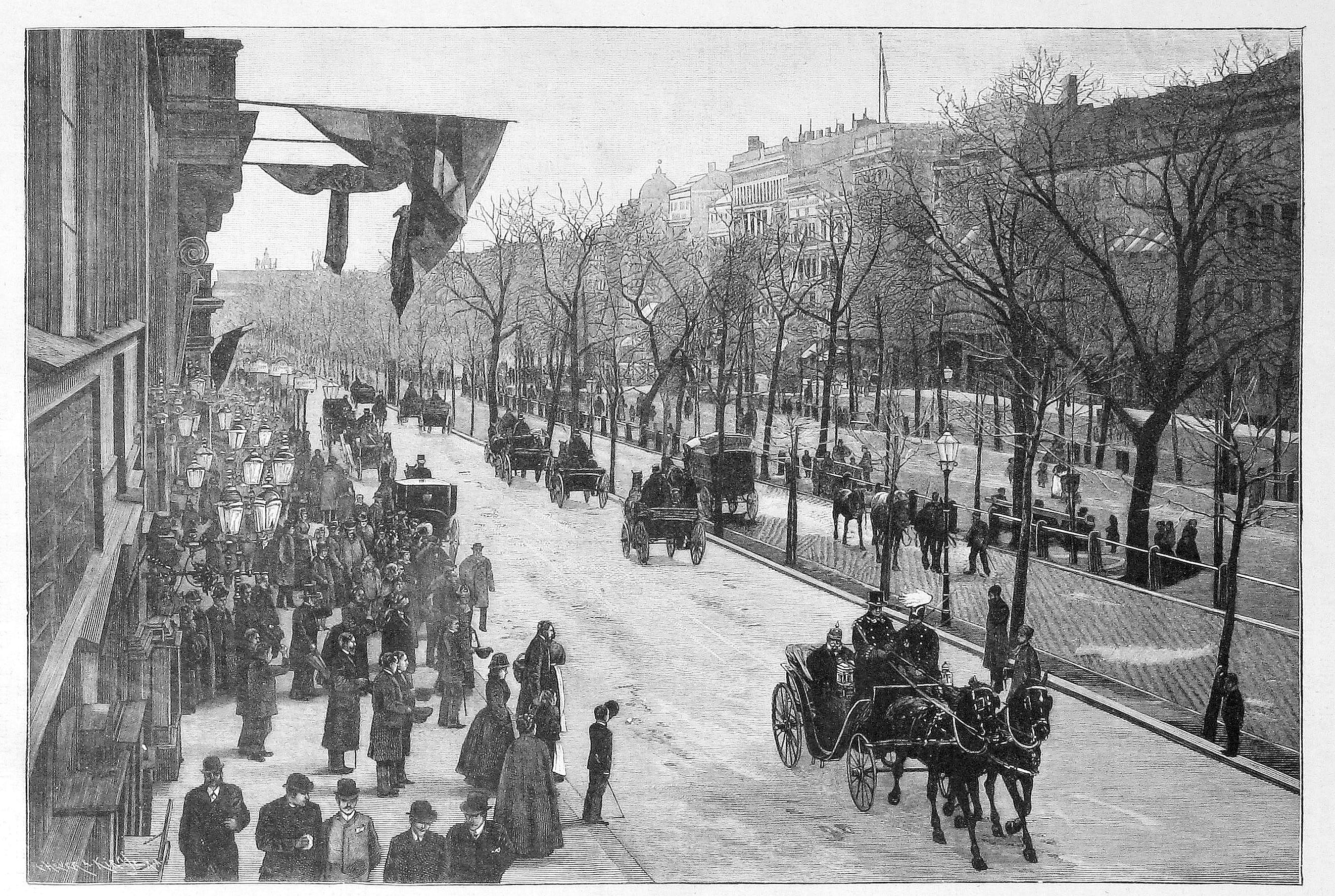
ウンター・デン・リンデン（1886年）

1647年、フリードリヒ・ヴィルヘルム大選帝侯が先進の建設技術に秀でたオランダ人技術者に王宮から狩場であるティーアガルテンへ向かう一直線の菩提樹の並木道を建設させた。この並木は王族や貴族たちの散策路としても使われた。当時は沿道には建物もなく荒地であった。
しかし城壁で囲まれたベルリンは城壁を越えて西の方向に膨張をはじめる。1674年、並木道の北側に貴族や富裕な市民が新市街ドロテーエンシュタットを建設、1688年から1698年に南側にフリードリヒシュタットが建設され、沿道は格子状の整然とした市街を形成するようになった。ウンター・デン・リンデンはこれら新市街に挟まれた通りとして改めて整備が行われ、以後、プロイセンの絶対君主たちは沿道に権威を誇示するような教会や広場や文化施設を建設した。1696年にティーアガルテンを越えた先にシャルロッテンブルク宮殿が完成すると、ウンター・デン・リンデンはティーアガルテンを貫いて同宮殿の方向に延長され、ブランデンブルク門から先の延長部分はシャルロッテンブルガー・ショセーとなった（現在の六月十七日通り）。
この時期、フリードリヒ・ヴィルヘルム大選帝侯が発したポツダム勅令によりフランスから宗教の自由を求めて宗教難民ユグノーたちが寛容なプロイセンに移住してきた。彼らの多くはベルリンに住み、フリードリヒシュタットには教会（フランス教会堂、現ユグノー博物館）を建てた。人口2万人に満たないベルリンに6千人も押し寄せたフランス人は、手工業者や商人が多く、勤勉さや優れた技術をベルリンにもたらし、フランスの先進的な文化や習慣を持ち込み、ベルリンは開かれた都会へと変貌した。
19世紀以降のベルリンの急激な拡大とともにウンター・デン・リンデンは多くの繁華街の一つとなったが、教会や壮麗な国立歌劇場などの文化施設、高級店舗、高級ホテルなどが立ち並ぶウンター・デン・リンデンは、ドイツのみならずヨーロッパを代表する華麗な街路となり、パリのシャンゼリゼ通りとも比される存在となった。1900年にはヨハン・シュトラウス3世がこの大通りの美しさを称えたワルツ『ウンター・デン・リンデン』を作曲している。1918年、帝政ドイツが崩壊しドイツ革命の余燼覚めやらぬ1923年頃、『ウンター・デン・リンデン』という歌が市民に流行した。ベルリンを捨てオランダに亡命した皇帝ヴィルヘルム2世を揶揄する内容が含まれている。
第二次世界大戦末期、菩提樹の多くが戦闘で失われたり、戦後の困難な時代に燃料の焚き木にするため切り倒されたりした。歴史的建築物は米英軍のベルリン大空襲と、ソ連軍との市街戦で廃墟と化した。戦後、ウンター・デン・リンデンはすべて東ドイツ政府が統治する東ベルリン地区となったが、1950年代に菩提樹が再植林され、歴史的建築物の廃墟も軍国主義の象徴とみなされ撤去されたプロイセン王宮を除き、東ドイツ政府のソ連に遠慮しながらの数十年間にわたる再建事業によってほぼ原状回復された。ドイツ再統一後も歴史的建築物の修復や再建は続けられている。

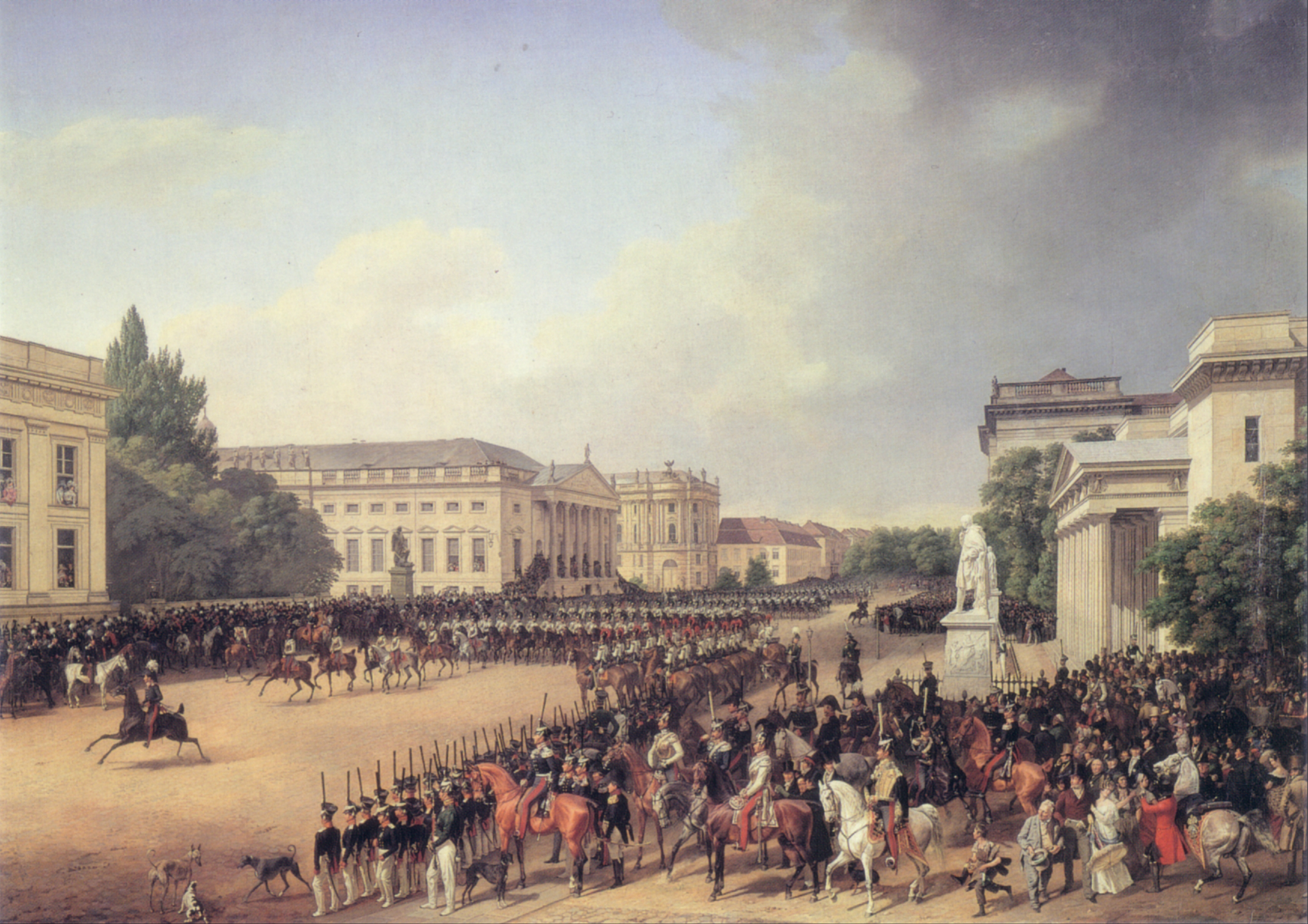
フランツ・クリューガー作、ノイエ・ヴァッヘ前のパレード 1824年- 1830年
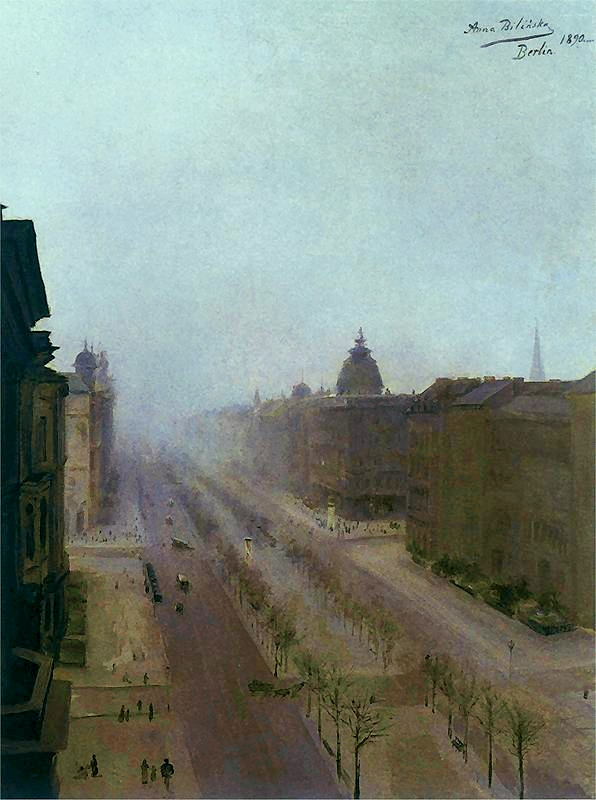
アンナ・ビリンスカ、『ウンター・デン・リンデン』 1890年
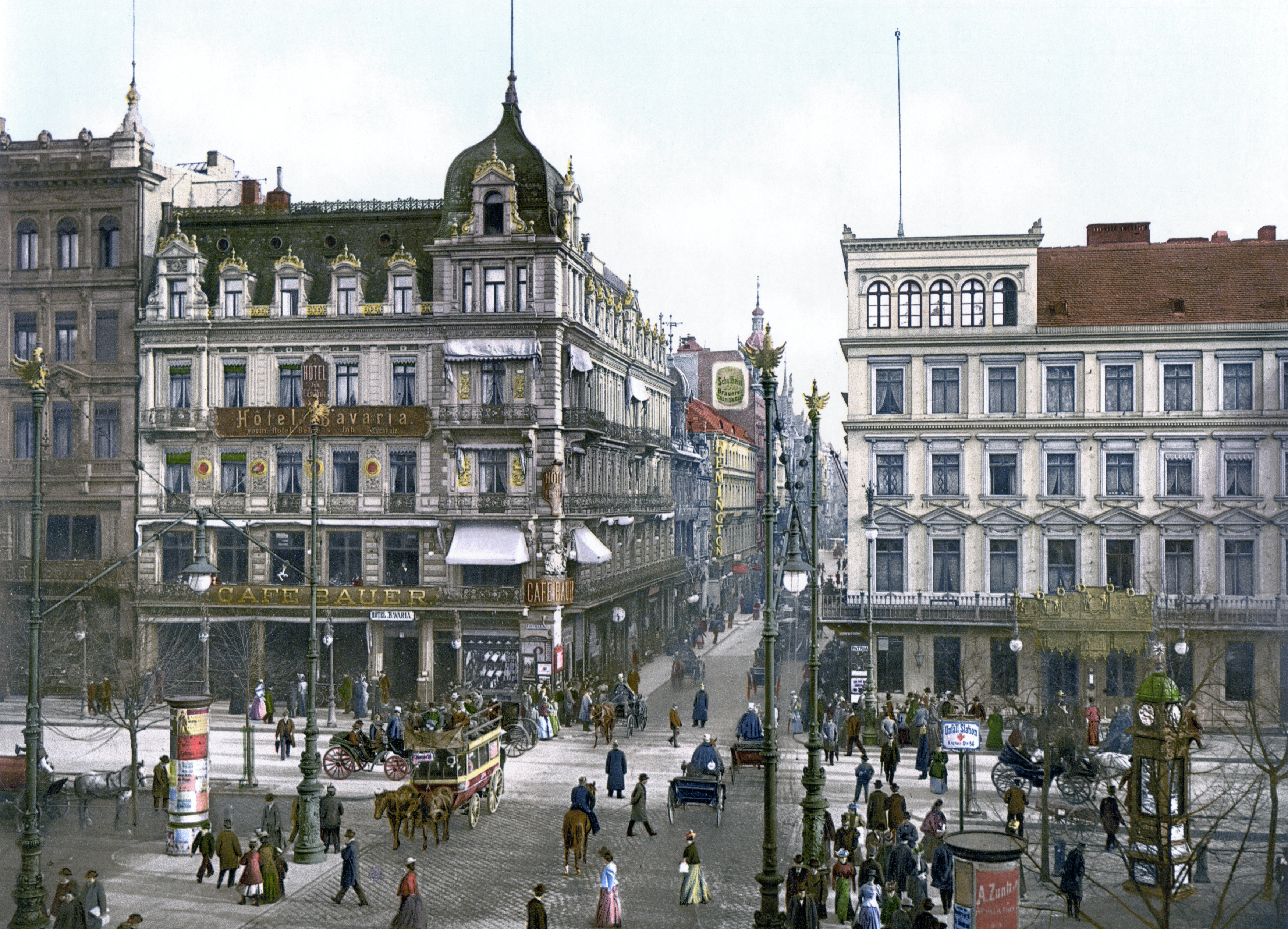
1900年頃のカフェ・バウアー周辺
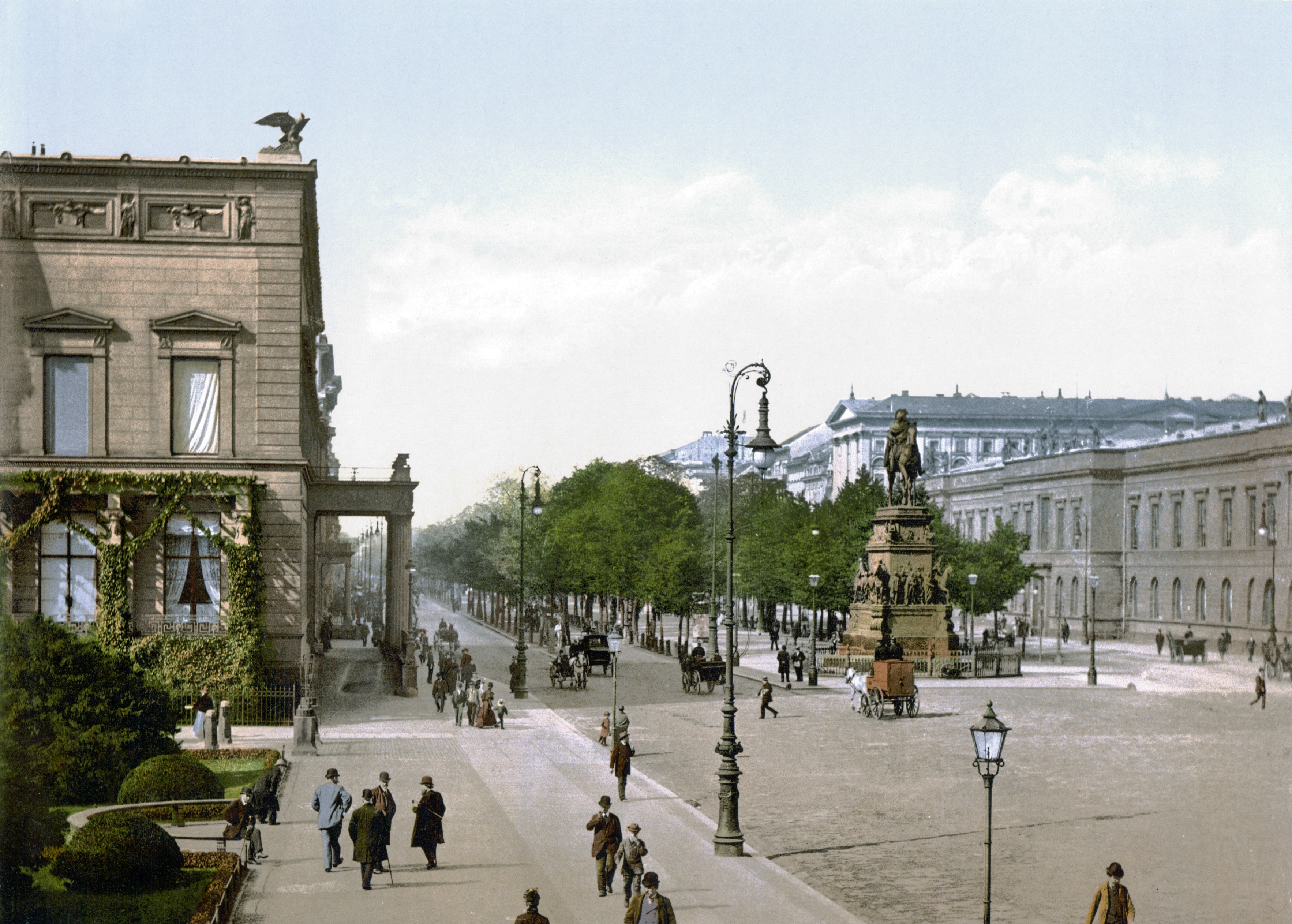
1900年頃。中央に見えるフリードリヒ大王騎馬像より西から菩提樹の並木道が始まる
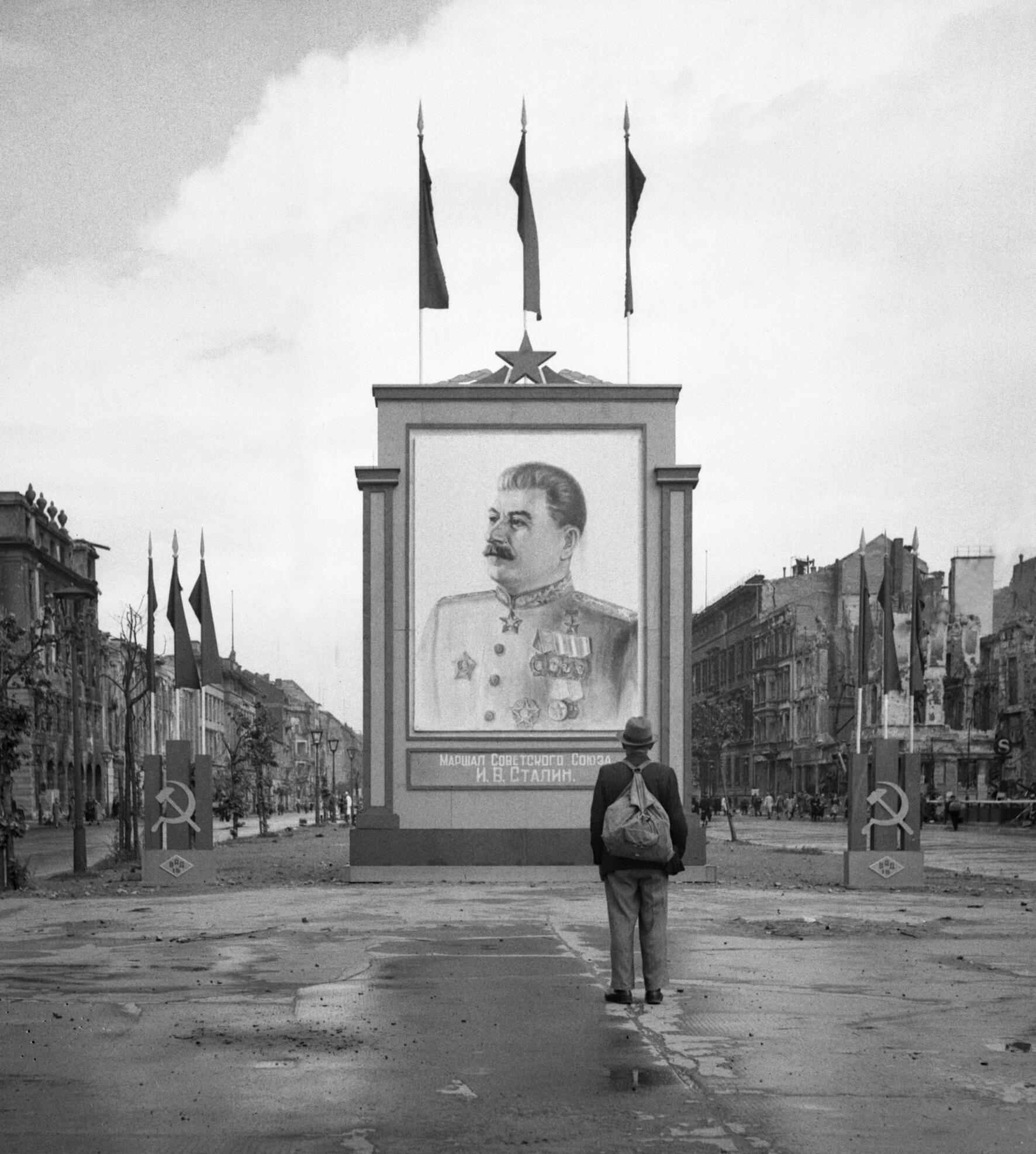
1945年6月。ソ連占領下のウンター・デン・リンデン
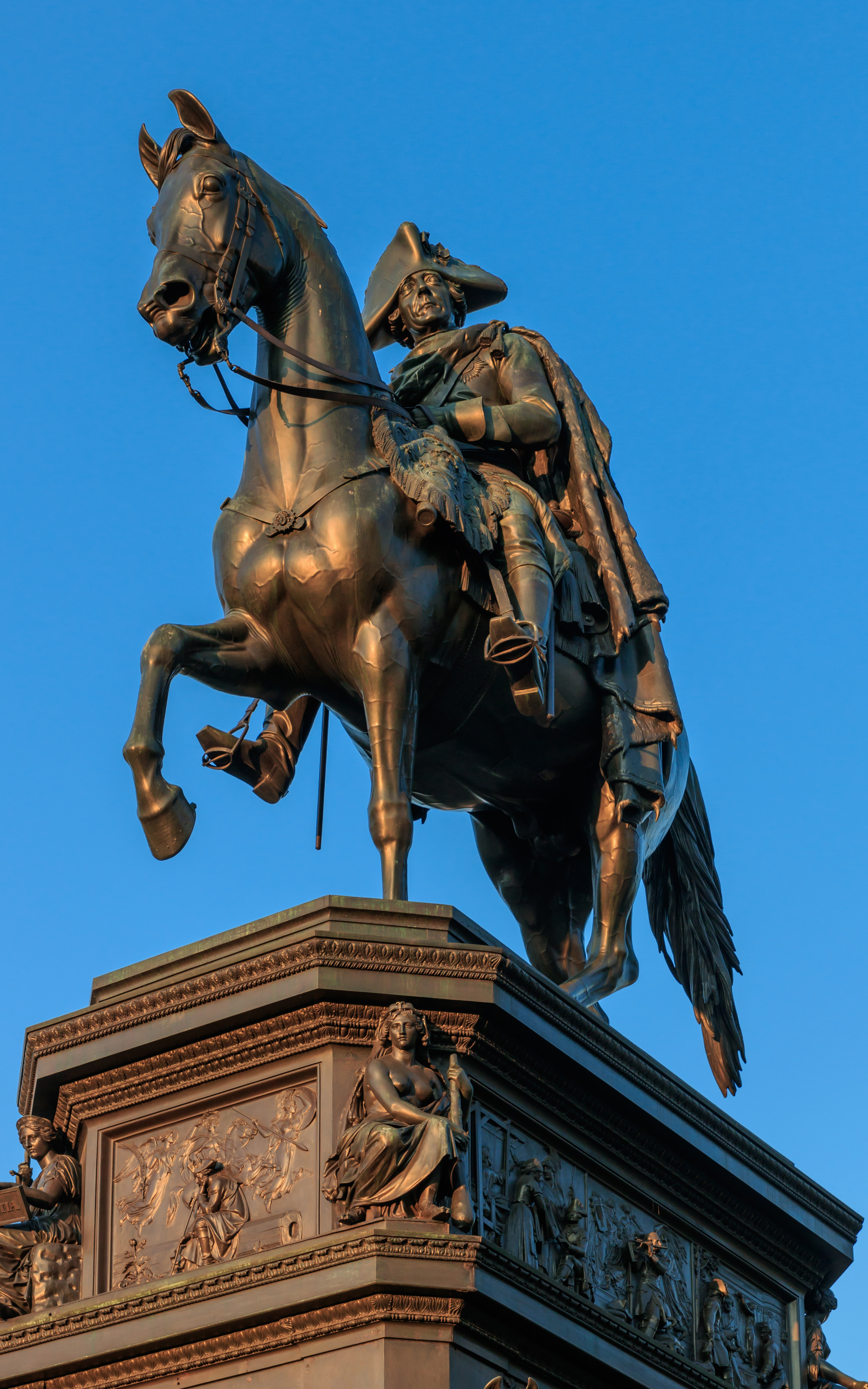
フリードリヒ大王騎馬像
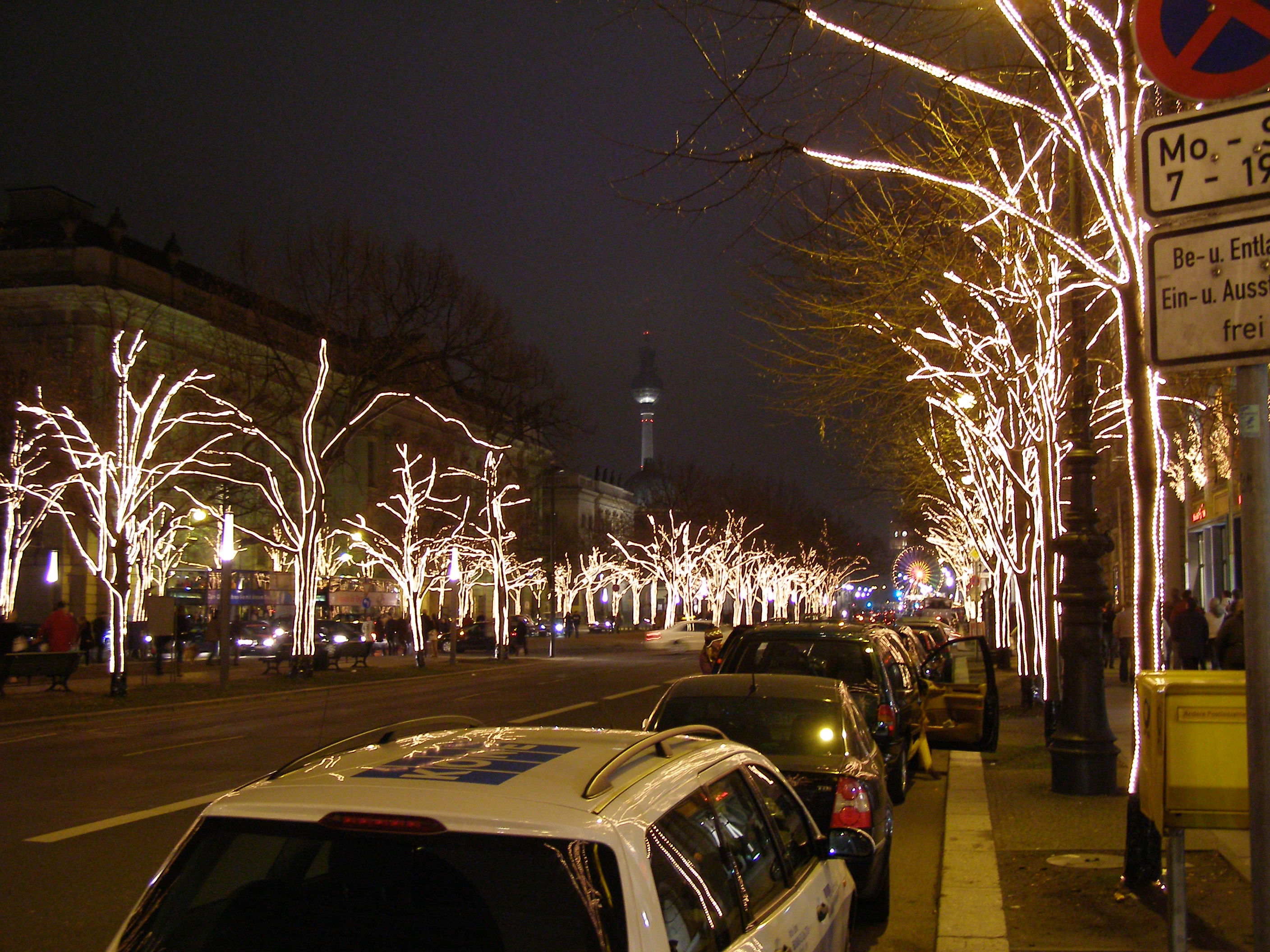
クリスマスのウンター・デン・リンデンのライトアップ
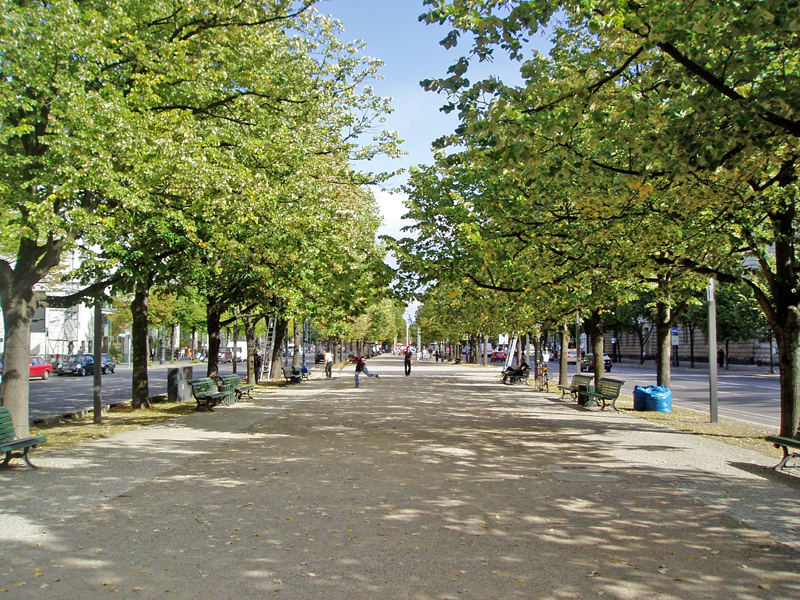
夏のウンター・デン・リンデン